# Lobocneme colombiae
Lobocneme colombiae är en bönsyrseart som beskrevs av Morgan Hebard 1919. Lobocneme colombiae ingår i släktet Lobocneme och familjen Mantidae. Inga underarter finns listade i Catalogue of Life.